# جيرزي بلوك
جيرزي بلوك (بالبولندية: Jerzy Block)‏ هو ممثل بولندي، ولد في 20 مارس 1904 في بولندا، وتوفي بنفس المكان في 29 يونيو 1996.

## وصلات خارجية
- جيرزي بلوك على موقع IMDb (الإنجليزية)
- جيرزي بلوك على موقع قاعدة بيانات الفيلم (الإنجليزية)